# Bellinghem
Bellinghem [bɛlɛ̃ɡɛm] est, depuis le 1er septembre 2016, une nouvelle commune française située dans le département du Pas-de-Calais en région Hauts-de-France.
De statut administratif commune nouvelle, elle regroupe les communes d'Herbelles et d'Inghem, qui prennent le statut de communes déléguées.
Son chef-lieu se situe à Herbelles.
La commune fait partie de la communauté d'agglomération du Pays de Saint-Omer qui regroupe 53 communes et compte 104 937 habitants en 2021.

## Géographie

### Localisation
Localisée dans le centre-est du département du Pas-de-Calais, Bellinghem est une commune située, à vol d'oiseau, à 9 km au sud de la commune de Saint-Omer (chef-lieu d'arrondissement.
Le territoire de la commune est limitrophe de ceux de sept communes.
Les communes limitrophes sont Pihem, Helfaut, Ecques, Saint-Augustin, Thérouanne, Delettes et Cléty.

### Hydrographie
Le territoire de la commune est situé dans le bassin Artois-Picardie.
La commune est traversée par le ruisseau du bois fauchez du ravin d'ecques, cours d'eau naturel non navigable de 9,97 km, qui prend sa source dans la commune de Dohem et se jette dans le Lauborne au niveau de la commune d'Ecques.

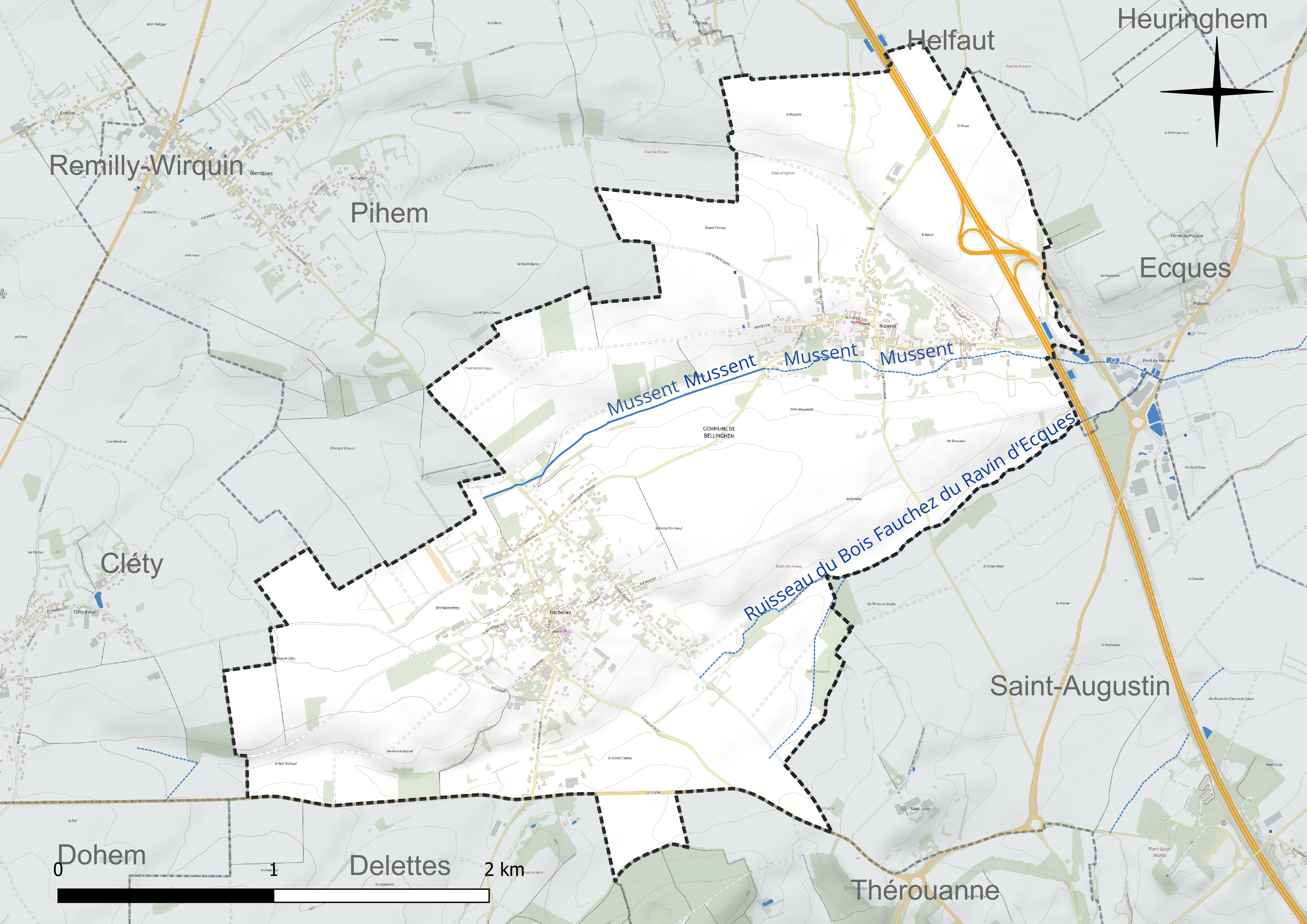
Réseau hydrographique de Bellinghem.

### Climat
Pour des articles plus généraux, voir Climat des Hauts-de-France et Climat du Pas-de-Calais.
En 2010, le climat de la commune est de type climat océanique altéré, selon une étude du CNRS s'appuyant sur une série de données couvrant la période 1971-2000. En 2020, Météo-France publie une typologie des climats de la France métropolitaine dans laquelle la commune est exposée à un climat océanique et est dans la région climatique Côtes de la Manche orientale, caractérisée par un faible ensoleillement (1 550 h/an) ; forte humidité de l’air (plus de 20 h/jour avec humidité relative > 80 % en hiver), vents forts fréquents.
Pour la période 1971-2000, la température annuelle moyenne est de 10,3 °C, avec une amplitude thermique annuelle de 13,5 °C. Le cumul annuel moyen de précipitations est de 861 mm, avec 12,7 jours de précipitations en janvier et 8,4 jours en juillet. Pour la période 1991-2020, la température moyenne annuelle observée sur la station météorologique la plus proche, située sur la commune de Nielles-lès-Bléquin à 15 km à vol d'oiseau, est de 10,6 °C et le cumul annuel moyen de précipitations est de 976,9 mm,. Pour l'avenir, les paramètres climatiques de la commune estimés pour 2050 selon différents scénarios d'émission de gaz à effet de serre sont consultables sur un site dédié publié par Météo-France en novembre 2022.

### Paysages
Pour un article plus général, voir Paysage en France.
La commune s'inscrit dans les « paysages des hauts plateaux artésiens » tels qu'ils sont définis dans l'atlas de paysages de la région Nord-Pas-de-Calais, conçu par la direction régionale de l'Environnement, de l'Aménagement et du Logement (DREAL),.
Les « paysages des hauts plateaux artésiens », qui concernent 77 communes du Pas-de-Calais, se situent à l'extrémité ouest des collines de l'Artois qui traversent le Pas-de-Calais d'Arras au Boulonnais. L'altitude de ces paysages dépassent les 180 mètres. Ces dimensions sont modestes, d'une quinzaine de kilomètres du sud-est au nord-ouest et d'une vingtaine de kilomètres dans sa dimension la plus grande.
Les « paysages des hauts plateaux artésiens », appelés aussi « Haut Artois », se caractérisent par trois ensembles écopaysagers : 
- l'ensemble mésophile ouvert du plateau artésien calcaire ;
- l'ensemble alluvial des fonds de vallée de la Lys et de l'Aa ;
- l'ensemble calcicole des versants calcaires des vallées[11].

Le « Haut Artois » dispose d'une importante densité de corridors biologiques bien interconnectés.
Dans le « Haut Artois », pas de villes, c'est une des rares terres rurales de la région, les communes les plus importantes sont, du nord au sud, Lumbres, Fauquembergues et Fruges. Le « Haut Artois », drainé par l'Aa et la Lys, constitue le sommet de l'anticlinal artésien, paysage ventée, froid et aux précipitations importantes qui en font le château d'eau régional.
Leș cultures représentent 59,66 % des sols, les prairies 29,96 %, les forêts et milieux semi-naturels de 6,81 %, les espaces artificialisés 6,09 % avec les communes principales de Lumbres, Fruges et Fauquembergues, les espaces industriels 0.41 % et les cours d'eau et plans d'eau 0.08 %.

### Milieux naturels et biodiversité

#### Zone naturelle d'intérêt écologique, faunistique et floristique
L’inventaire des zones naturelles d'intérêt écologique, faunistique et floristique (ZNIEFF) a pour objectif de réaliser une couverture des zones les plus intéressantes sur le plan écologique, essentiellement dans la perspective d’améliorer la connaissance du patrimoine naturel national et de fournir aux différents décideurs un outil d’aide à la prise en compte de l’environnement dans l’aménagement du territoire.
Le territoire communal comprend une ZNIEFF de type 1 : le bois Bertoulin, le bois d'Enfer et les bosquets au sud de Dohem. D'une altitude variant de 53 à 143 mètres et d'une superficie de 418 hectares. ce site est constitué de boisements installés sur des buttes tertiaires du Landénien (sables et grès d’Ostricourt, cailloutis…), auréolées d’argiles de l’Yprésien, et de limons de plateaux avec des versants cultivés.

## Urbanisme

### Typologie
Au 1er janvier 2024, Bellinghem est catégorisée commune rurale à habitat dispersé, selon la nouvelle grille communale de densité à sept niveaux définie par l'Insee en 2022.
Elle est située hors unité urbaine. Par ailleurs la commune fait partie de l'aire d'attraction de Saint-Omer, dont elle est une commune de la couronne,. Cette aire, qui regroupe 79 communes, est catégorisée dans les aires de 50 000 à moins de 200 000 habitants,.

### Risques naturels et technologiques

#### Risque inondation
À la suite du passage des tempêtes Ciarán, Domingos et Elisa et des inondations et coulées de boue qui se sont produites, la commune est reconnue, par arrêté du 14 novembre 2023, en état de catastrophe naturelle pour inondations et coulées de boue sur la période du 2 au 12 novembre 2023, comme 179 autres communes du département.

## Toponymie
Le néo-toponyme Bellinghem vient de la contraction des noms des anciennes communes Herbelles et Inghem : herBELLes + INGHEM.

## Histoire
Il convient de se reporter aux articles consacrés aux anciennes communes fusionnées.
La fusion des deux anciennes communes a permis la création d'une école dans la nouvelle entité.

## Politique et administration

### Administration municipale
Jusqu'aux prochaines élections municipales de 2020, le conseil municipal de la nouvelle commune est constitué de l'ensemble des conseillers municipaux des anciennes communes.
| Nom               | Code Insee | Intercommunalité | Superficie (km2) | Population (dernière pop. légale) | Densité (hab./km2) |
| ----------------- | ---------- | ---------------- | ---------------- | --------------------------------- | ------------------ |
| Herbelles (siège) | 62431      | CC de la Morinie | 4,55             | 534 (2014)                        | 117                |
| Inghem            | 62471      | CC de la Morinie | 3,19             | 522 (2014)                        | 164                |

### Liste des maires
| Période        | Période  | Identité                                          | Étiquette | Qualité                                |
| -------------- | -------- | ------------------------------------------------- | --------- | -------------------------------------- |
| septembre 2016 | En cours | Françoise Vasseur Réélue pour le mandat 2020-2026 | DVG       | Conseillère départementale depuis 2021 |

## Population et société

### Démographie
L'évolution du nombre d'habitants est connue à travers les recensements de la population effectués dans la commune depuis sa création.

En 2022, la commune comptait 1 075 habitants, en évolution de +0,19 % par rapport à 2016 (Pas-de-Calais : −0,72 %, France hors Mayotte : +2,11 %).
| 2018  | 2022  |
| ----- | ----- |
| 1 068 | 1 075 |

## Économie
Il convient de se reporter aux articles consacrés aux anciennes communes fusionnées.

## Culture locale et patrimoine
Il convient de se reporter aux articles consacrés aux anciennes communes fusionnées.

## Por approfondir